# Thom Castañeda

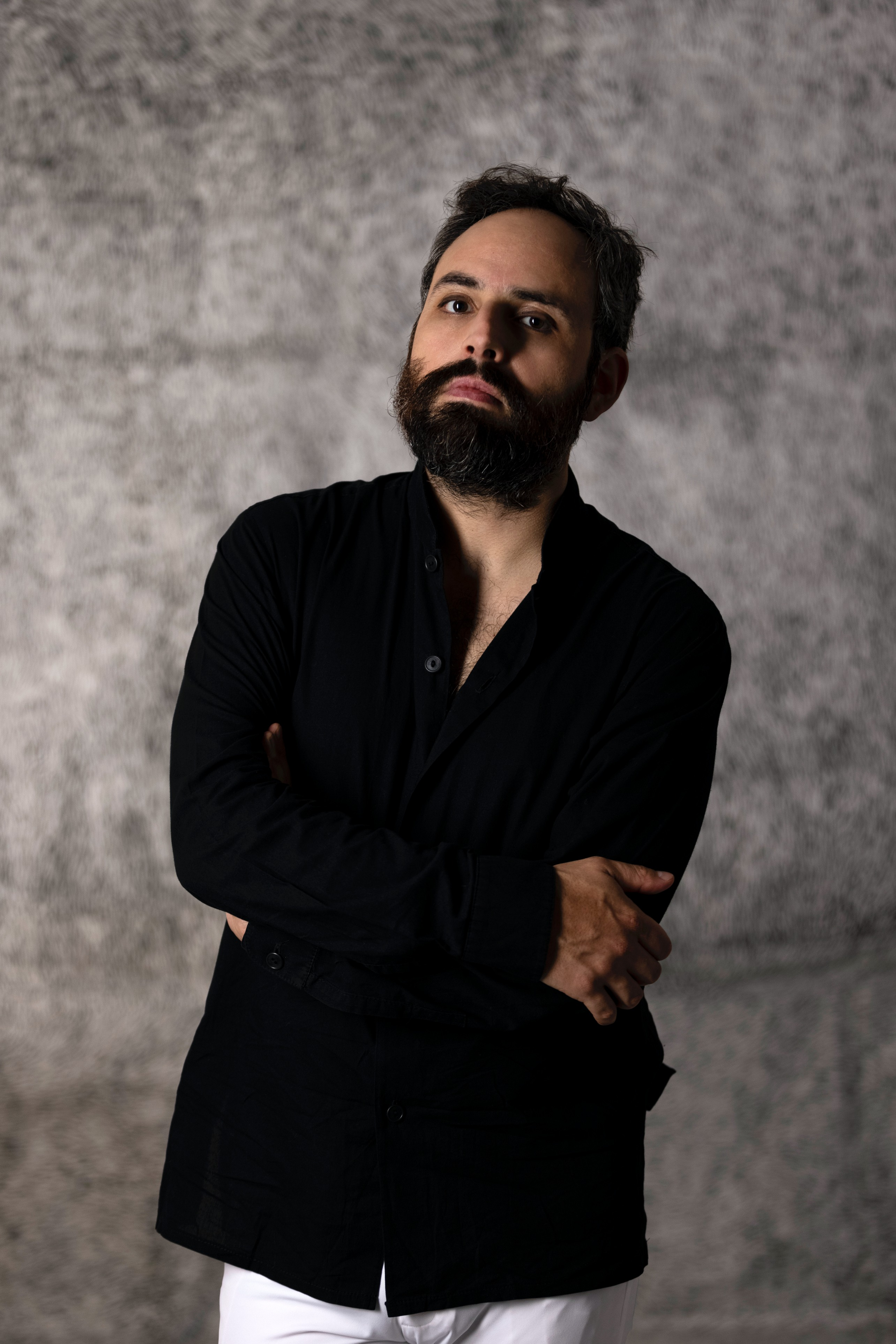

Thom Castañeda (* 12. Februar 1982 in Grins), eigentlich Thomas Castañeda Ancheita, alias Vélvez, ist ein österreichischer Komponist und Pianist.

## Leben
Seine Wurzeln liegen in Tirol und Mexiko. Er begann im Alter von sechs Jahren mit dem Klavierspiel, mit zwölf spielte er Orgel. Später folgten Studien an der Leopold-Franzens-Universität Innsbruck und der Universität Wien. Er ist Gründer des Ensembles Donauwellenreiter und betätigt sich im Bereich der Komposition für Theater, Performance und TV. Seit 2020 tritt er unter dem Pseudonym Vélvez solo am Klavier auf.

## Preise
- „Special Jury Prize“, Int. Musikfestival Castelfiardo, 2013, ITA
- „Newcomer der Monats“, Jazzzeitung, 2014, GER[1]
- „Zweifache Nominierung“, Preis der deutschen Schallplattenkritik, Bestenliste 2014/3, GER
- „The New Austrian Sound Of Music“, Förderprogramm 2014/15, AUT[2]
- „Falter Jahresbestenliste“, Album "Donauwellenreiter play Gianmaria Testa", 2017, AUT
- "Ravensburger Kupferle”, Jahreskulturpreis der Stadt Ravensburg, 2018, GER
- Nr. 1 iTunes-Charts 2020/4, Jazz/ AUT, "Delta" Donauwellenreiter

## Diskografie
- „Vanitiy and High Fidelity“, 2011, Komponist, Pianist, Produzent[3]
- „Annäherung“, Donauwellenreiter, 2012, Komponist, Pianist, Arrangeur, Produzent[4]
- „Messei“ Donauwellenreiter, 2014, Komponist, Pianist, Arrangeur, Produzent
- „Vienna meets Portland“, Ron Allen, Steve Asplund 2014, Pianist
- „Caldas nice Jazz 2014“ Portugal 2014
- „Ashanti Blue“ Sterzinger Experience, 2015, Pianist, Arrangeur
- „Lost Places“, Laloki, 2015, Pianist
- „Radio Vienna“ BR Bayerischer Rundfunk/Galileo Music 2015
- „Euphoria“ Donauwellenreiter 2016, Komponist, Pianist, Arrangeur, Co-Produzent
- „Von Seiten der Gemeinde“, DJ Testa, Dj Chrisfader, YO!ZEPP, 2017, Pianist[5]
- „Whitescape“, Whitescape, 2017, Co-Produzent
- „Donauwellenreiter Play Gianmaria Testa“, Donauwellenreiter, 2017, Pianist, Arrangeur, Produzent
- „Donauwellenreiter live at Bauerstudios“, Donauwellenreiter, 2018, Pianist, Arrangeur
- "Delta" Donauwellenreiter 2020, Komponist, Pianist, Arrangeur, Co-Produzent[6]
- "I will never die" Vélvez 2022, Komponist, Pianist, Arrangeur, Produzent[7]
- "Soñemos, alma" Clara Blume 2022, Pianist[8]